# Horacio Ramiro González
Horacio Ramiro González nació en la Provincia de Buenos Aires el 7 de agosto de 1956. Casado, con 4 hijos, estudió en la
Universidad de Morón, y se graduó como Contador Público. Ejerció su actividad profesional en forma privada
y pública.

## Biografía
En el año 1995 resulta elegido concejal de Ituzaingó, distrito de la Provincia de Buenos Aires. Por elección de sus pares fue elegido presidente del Concejo Deliberante, cargo que ejerció entre los años 1995 y 1999.
Durante el año 1999 fue elegido diputado por la provincia de Buenos Aires, en representación de la primera sección electoral, cargo que ejerció durante cuatro años.

En 2003 resultó elegido nuevamente diputado provincial por un nuevo período de cuatro años, siendo designado por sus pares como vicepresidente primero de la Cámara de Diputados de la Provincia de Buenos Aires.
En el año 2007 es nuevamente elegido diputado provincial, por otros cuatro años, y elegido por sus pares como presidente de la Cámara de Diputados, máxima autoridad de la institución.
En diciembre de 2009 fue nuevamente elegido presidente de la Cámara de Diputados en forma unánime por la totalidad del Cuerpo Legislativo.
El estatuto indica que en ausencia del gobernador y su vice quien debe asumir el poder del ejecutivo es el presidente de la cámara de diputados. Por tal motivo era quien debía tomar las riendas del poder ejecutivo ante cada ausencia del gobernador y el vice.
En 2015 revalida su cargo de Diputado de la provincia de Buenos Aires por el Frente Para la Victoria representando la Primera Sección Electoral. Renuncia en 2017 luego de 18 años ininterrumpidos siendo reemplazado por Carlos Urquiaga, exjefe comunal de José C. Paz.

## Premios recibidos
- La Orden del Infante Don Enrique en el Grado de Comendador: Recibido del Gobierno de la República de Portugal en reconocimiento a su labor cívica y política el 12 de noviembre de 2009.
- Distinción por el Obispo de la Diócesis de Zárate Campana, Oscar Sarlinga en reconocimiento a “su actitud cristiana y su trabajo en caridad social”.[10]

## Propuestas como diputado
Uno de los proyectos presentados personalmente por González y aprobado por unanimidad fue que las comisiones permanentes de la Cámara de Diputados deliberen en distintas entidades y organismos a lo largo de la provincia. Por ejemplo, la Comisión de Salud podría reunirse en centros asistenciales médicos.

“La idea es estar en sintonía fina con los temas que nuestra sociedad propone, para juntos determinar los canales más directos de participación ciudadana, en aras de profundizar el modelo y resolver los problemas en el lugar donde se encuentran"